# (1899) Crommelin
Pour les articles homonymes, voir Crommelin.
(1899) Crommelin est un astéroïde de la ceinture principale.

## Description
(1899) Crommelin est un astéroïde de la ceinture principale. Il fut découvert par Luboš Kohoutek le 26 octobre 1971 à Bergedorf. Il présente une orbite caractérisée par un demi-grand axe de 2,26 UA, une excentricité de 0,105 et une inclinaison de 7,27° par rapport à l'écliptique.
Il fut nommé en hommage à l'astronome britannique Andrew Crommelin (6 février 1865 – 20 septembre 1939) d'ascendance française.

## Compléments